# St. Andreas (Leverkusen)

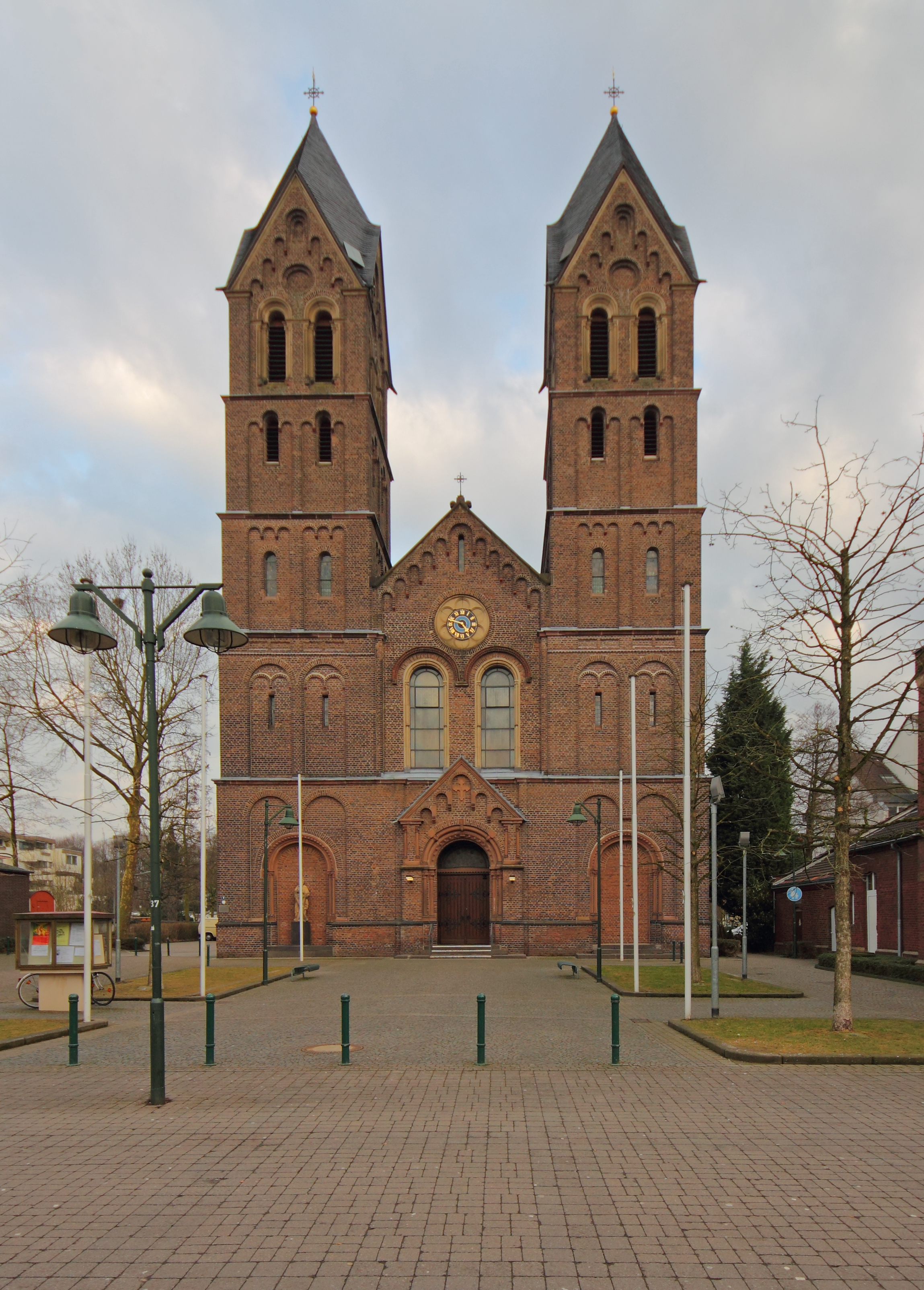
St. Andreas in Leverkusen-Schlebusch

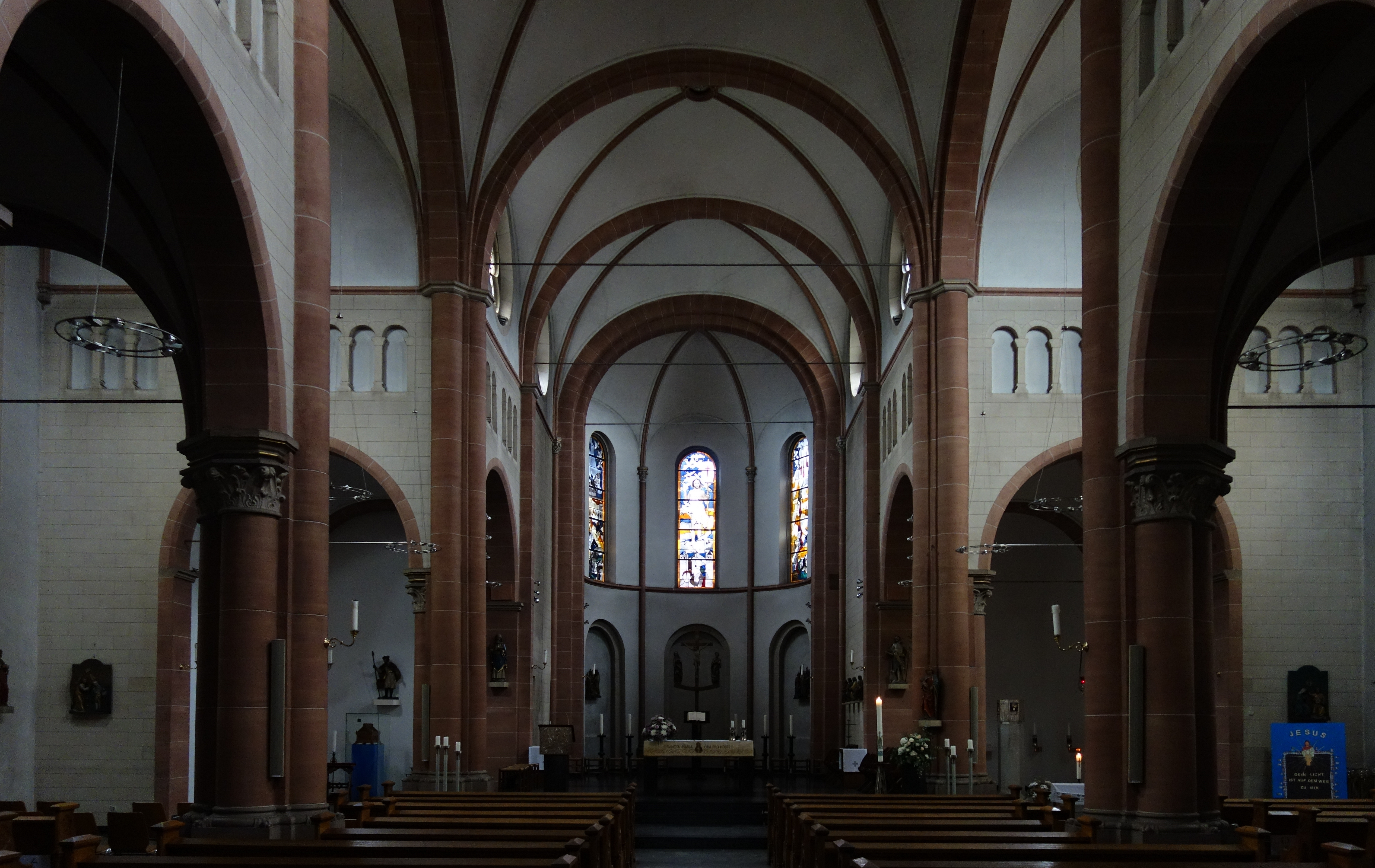
Innenraum

Die Kirche St. Andreas im Leverkusener Stadtteil Schlebusch ist die römisch-katholische Pfarrkirche von Schlebusch. Sie ist nach Vorbild der Pfarrkirche St. Stephanus in Hitdorf dreischiffig und neuromanisch und beherbergt die Reliquien des Heiligen Gezelinus von Schlebusch.
Die Pfarrkirche zu Schlebusch befand sich bis 1810 in Schlebuschrath und wurde dort 1135 erstmals urkundlich belegt. Nachdem jedoch der Schwerpunkt der Gemeinde sich in den Ortskern von Schlebusch verlagerte, wurde diese abgerissen und die Kapelle zu Schlebusch zur Pfarrkirche erhoben. Diese wurde bald zu klein, sodass im Jahre 1888 das heutige Gebäude errichtet wurde.
Die Pfarrgemeinde St. Andreas gehört heute zum Seelsorgebereich Leverkusen Südost des Erzbistums Köln.

## Geschichte

### Vorgeschichte der Pfarrkirche zu Schlebuschrath
Bis ins Jahr 1810 beherbergte nicht der heutige Stadtteil Schlebusch, sondern Schlebuschrath – damals noch bedeutender Rittersitz und später Sitz des Amtes Miselohe, heute ein kleiner Ortsteil von Alkenrath – die Pfarrkirche der beiden Ortschaften. In dieser Zeit fand sich in Schlebusch lediglich eine Kapelle.
Erstmals belegt ist diese Kirche zu Schlebuschrath (damals noch „(Schlebusch)rode“) nach Kaltenbach bereits im Jahre 1135 durch Gezelin, der „den Wunsch geäußert habe, unter der Dachtraufe an der Kirche zu Rode beerdigt zu werden“. Definitiv belegt ist sie als Tochterkirche zu Bürrig in einer der Geschichten des Dialogus miraculorum, die Caesarius von Heisterbach zwischen 1219 und 1223 verfasste. Darin schreibt er von einem Pfarrer Michael aus Bürrig, der Karfreitag in die Kirche zu Rode geritten sei, um dort die Messe zu lesen. Im Liber valoris hingegen findet sich die Kirche noch nicht, erst in der Version von 1510 ist sie dort verzeichnet. Es gibt jedoch weitere Hinweise für die Existenz der Kirche: Am 16. Oktober 1237 bestätigt Papst Gregor IX. dem Augustinerinnenstift zu (Solingen-)Gräfrath diesem den Besitz. In einer Urkunde von 1369 wird die Kirche als „Parrochialis ecclesia“ (Pfarrkirche) bezeichnet, sodass sie zu diesem Zeitpunkt bereits eigenständige Pfarrkirche gewesen sein muss.
Baulich lässt sich diese Kirche in drei Perioden einteilen, die sich durch Lehrgrabungen auf Initiative des Küsters Wilhelm Kaltenbach unter Günther Binding und mit Unterstützung des Stadtarchivs Leverkusen ergeben haben, nachdem andere Quellen keinen genauen Aufschluss liefern konnten. Grundsätzlich ließ sich in dieser Grabung feststellen, dass sich das Grundstück 600 Meter nördlich des Schlosses Morsbroich befand und 38 Meter breit und 45 Meter lang war.
In Periode I, die zeitlich ins 12. Jahrhundert einzuordnen ist, findet sich eine rechteckige, ottonische Saalkirche, die 9,90 Meter breit und 4,95 Meter lang war. Die Fundamentdicke betrug zu diesem Zeitpunkt 90 Zentimeter. In Bauperiode II, um 1230, wurde an die Ostseite der Kirche ein Querhaus mit nach Norden ausgerichtetem Annexraum, welcher 1,95 Meter in Nord-Süd-Richtung und rund 3,50 Meter in Ost-West-Richtung maß, angebaut. Darüber hinaus besaß die Kirche, wie in romanischer Bauweise üblich, eine runde Apsis. Die gesamten Anbauten dieser Bauperiode sind mit Grauwacke-Bruchstein durchgeführt worden, die Fundamentdicke betrug 60 bis 70 Zentimeter. In Bauperiode III schließlich brach man die Südmauer ab, wobei Kaltenbach Bauschäden durch ein Erdbeben im Jahre 1222 für ebenso möglich hält. Helmes hingegen führt als Grund eher die Erhebung zur Pfarrkirche an, weil ab 1230 eine solche definitiv existierte, wie durch Heisterbach belegt ist. Stattdessen wurde eine, zur Nordwand nicht parallele, neue Südmauer errichtet. Außerdem fügte man im Westen einen nahezu quadratischen Turm von Maßen 7,00 Metern Breite und 7,50 Metern Länge an. Die verwendeten Backsteine lassen darauf schließen, dass die Bauperiode III erst im 14. bzw. 15. Jahrhundert begonnen haben kann, weil diese vorher nicht vorkommen; die Glocken aus dem Jahre 1490/91 darauf, dass der Turm nicht wesentlich später errichtet worden ist. Im dazwischenliegenden Zeitraum müssen diese Erweiterungsarbeiten durchgeführt worden sein. Bei den Ausgrabungen wurden darüber hinaus einige Personengräber gefunden, viele von ihnen von Mörtelstücken durchsetzt. In einer Gruft, die sich genau auf der Mittelachse des Kirchensaales befand, fand sich das Grab eines Deutschkomturs aus Schloss Morsbroich; aus einer Lehmschicht wurde ein Sarkophag aus rotem Sandstein geborgen und in die Pfarrkirche zu Alkenrath übertragen. Er ist mit einem tannenbaumähnlichen Muster verziert und besitzt Maße von 2,05 Metern in der Länge und rund 80 Zentimetern in der Breite. Helmes vermutet, er sei als Kultgrab des Gezelinus verwendet worden. Ab 16. Februar 1664 hatte die Kirche St. Andreas als Patron, Patrone der Seitenaltäre waren St. Johannes und die Jungfrau Maria.
Im Jahre 1755 wurden bei einer Visitation diese drei Altäre, wobei nun einer als dem heiligen Antonius geweiht bezeichnet wird, genannt. Der Zustand der Kirche wurde bei dieser Visitation als „exilis“ (ärmlich) aber „repata“ (in Ordnung) und „dealbata“ (geweißt) beschrieben. Bei dieser Visitation wurde ein Inventarium gefordert, das auf den 20. September 1768 datiert ist und in sechs Kategorien („Silberwerk“ „Zinnwerk“ „Kupferwerk“ „Leinen“ „Kaseln“ „Sonstiges“) 108 Gegenstände enthält. Unter Silberwerk sind beispielsweise ein silbervergoldetes Ostensorium mit Velum oder ein Kreuz für Krankengesuche gelistet, unter Zinnwerk unter anderem die Speisekelche, die Tischleuchter und Becher. Unter Kupferwerk findet sich neben weiteren Gegenständen ein vergoldetes Ostensorium, der Taufstein, zwei Tabernakelleuchter und ein Leuchter für Krankenbesuche, unter Leinen Tücher für Schulter, Kommunion und Altar. Unter Kaseln sind sieben verschiedenfarbige Kaseln genannt und als sonstige Gegenstände werden zum Beispiel Vorhänge und ein roter Talar gelistet.

### Vorgeschichte der Schlebuscher Kapelle
Die Schlebuscher Kapelle wird erstmals durch einen Pastor erwähnt: „die capel im dorf die Schlebuschcapell geheischen“ und weiter heißt es „die capell zu Schlebusch im dorf seie der kirchen Schlebuschrodth eincorporiert“. Diese Erwähnung ist ein weiterer Beleg dafür, dass die Pfarrkirche der Gemeinde Schlebusch zu diesem Zeitpunkt in Schlebuschrath stand und die Kapelle zu Schlebuschrath gehörte. 1583 wurde sie vollständig niedergebrannt und nach einigen Grundstücksverkäufen „zur Erbauung einer neuen Kapelle, nach dem in den Casimerischen Pfalssgravischen raube und uberzuge die capell zu Schlebusch genzlich und das kirspel zum theil abgebrant“ im Jahre 1591 neu errichtet.
Die anschließenden Vorgänge um 1623 sind nicht zweifelsfrei zu klären. Vinzenz Jakob von Zuccalmaglio berichtet von einer protestantischen Kirche, die von den Spaniern kurz nach dem 7. Mai 1623, dem eigentlichen Angriffstag, bei einer Wiederkehr der Soldaten „der Erde gleich“ gemacht worden sei. Emanuel van Meteren hingegen berichtet in seiner „Warhaftigen Beschreibung“ aus dem Jahre 1633 zwar, dass das Dorf Schlebusch von den Spaniern „gantz abgebrandt“ worden sei, „[so]daß nur ein Hauß […] stehen geblieben [ist]“  und datiert diesen Überfall ebenfalls auf den 7. Mai 1623, berichtet aber nicht von einer Wiederkehr wenige Tage danach und nichts von der Zerstörung einer Kirche, die jedoch in der vollständigen Niederbrennung des Dorfes impliziert sein könnte. Gorissen nennt weiterhin eine Niederbrennung der Kapelle mitsamt Dorf durch Soldaten im Jahre 1623 „zweifelhaft“, Opladen verweist auf Leonhard Korth, der Zuccalmaglio einen „phantasiereichen und legendenliebenden Heimatforscher“ nennt und beschreibt außerdem, dass es in Schlebusch die von Zuccalmaglio im selben Bericht erwähnten „Gelbgießereien und Gerbereien“ laut Quellenmaterial nicht gegeben habe. Außerdem war Schlebusch in allen „herzoglichen Visitationen“ des Herzogtums Berg, so auch in den „kritischen Jahren“ 1609 und 1614, katholisch. Auch nach Unterlagen des jülisch-klevisch-bergischen Landes aus dem Jahre 1651 war Schlebuschrath im „Normaljahr“ „römisch Catholisch geweßen“ und habe keinen anderen exercitium religionis gehabt. Das widerlegt Zuccalmaglios Geschichtsschreibung zwar an zwei Stellen, nicht jedoch die Zerstörung der Kirche beziehungsweise Kapelle, die zwar an keiner weiteren Stelle der Literatur erwähnt, aber auch nicht explizit widerlegt wird.
Bereits 1664 wird die Kirche wieder durch einen Pastor erwähnt, definitiv bestanden haben muss sie im Jahre 1676, weil sie in einem Verzeichnis von Kirchen im Erzbistum erwähnt wird. Der Pastor der Pfarrkirche Schlebuschrath war ab 1748 angehalten, jeden dritten Sonntag im Monat in der Kapelle in Schlebusch das Hochamt zu halten: „nachdem er an zwei aufeinander folgenden Sonntagen in der Pfarrkirche zu Schlebuschrath Gottesdienst gehalten, am dritten Sonntag das Hochamt in der Kapelle zu Schlebusch zu feiern“.
Zwischen den Jahren 1802 und 1804 wurde die Kapelle als Kirche neu errichtet, wobei die Kosten von 2600 Reichstalern – mit größerer Verteilung auf der Gemeinde, die zu diesem Zweck Ländereien veräußerte – zwischen Höfen und Gemeinde aufgeteilt wurden. Die neue Kapelle war 67 Fuß lang, 41 breit und 22 hoch, zu der Kapelle gehörte eine Grundfläche von 448 Quadratmetern. Architektonisch auffällig war der „Stuhl für die übernommene Glocke“, der sich über der Galerie auf dem Schieferdach befand. 1805 wurde die Kapelle St. Johannes Baptist benediziert, in den folgenden Jahren 1809 und 1813 die Inneneinrichtung ausgebaut.

### Verlegung der Pfarrkirche
Ab dem vierten Adventssonntag, dem 23. Dezember, des Jahres 1810 fand der Pfarrgottesdienst nicht mehr in der Pfarrkirche zu Schlebuschrath statt. Stattdessen wurde die St.-Johannes-Kapelle in Schlebusch zur Pfarrkirche erhoben. Patron wurde St. Andreas. Die Einrichtung, die aus 23 Bänken, den Glocken von 1490 und 1491 bzw. einer weiteren von 1607 bestand, blieb zunächst erhalten; lediglich die Reliquien des Gezelinus wurden im Jahre 1814 in einer feierlichen Prozession in die Pfarrkirche zu Schlebusch übertragen. 1824 wurden jedoch auch die Glocken nach Schlebusch gebracht. Die gesamte restliche Einrichtung wurde bis 1828 überführt, anschließend wurde die Kirche verkauft, um dann abgebrochen zu werden.

### Neubau
Der Landdechant Krey aus Opladen merkte erstmals am 26. Januar 1864 bei einem Besuch an, dass die Kirche zu klein sei, wobei er sich auf die Tatsache bezog, dass die Gemeinde im Laufe der Jahre angewachsen war. Eine Wiederholung dieser Anmerkung erfolgte am 30. Oktober 1869 mit dem Drängen darauf, eine „Erweiterung oder den Neubau der Kirche zu Schlebusch vorzunehmen“. Für eine solche Erweiterung hatte ein Baurat bereits 1868 einen Plan vorgelegt, was Mitgrund war, auf diese nochmals zu drängen. Als entschuldigende Gründe für die Verzögerung wurden auf Seiten des Kirchenvorstandes die „Fertigstellung der Gezelinkapelle, der Notwendigkeit, eine neue Schule anstelle der zu klein gewordenen von 1818 zu errichten, und […] die Armut der katholischeen Bewohner“ angeführt. Die am 5. Februar 1871 schließlich beschlossene Erweiterung konnte dann aufgrund des ausgebrochenen Krieges und mangelndem Grundbesitz nicht durchgeführt werden, weil der sogenannte Kulturkampf, also die Auseinandersetzungen zwischen katholischer Kirche und preußischem Staat, zu groß waren, derentwegen auch kein neuer Pfarrer, sondern Vikar Nikolaus Houalett die Pfarre verwaltete.
Unter Houallet entschloss sich die Gemeinde, deren Angehörigenzahl auf 2200 gestiegen war, nun doch die Kirche neuzubauen. Mit dem St.-Andreas-Bauverein konnten insgesamt 25.400 Mark an Spendengeldern und Stiftungen gesammelt werden. Die Gemeinde kaufte ein Grundstück von 22,5 Metern Breite mit einem 37 Ar großen Nachbargrundstück auf, wobei sich der Kaufpreis auf 9060 Mark belief. Für dieses wurden nun auf dem erworbenen Gelände Ziegel gebrannt und bei den Kölner Architekten Carl Rüdell und Richard Odenthal den Plan für einen Neubau in Auftrag gegeben. Sie lehnten sich an die Pfarrkirche St. Stephanus in Hitdorf an, die 1885 errichtet worden war, sodass sie dreischiffig und neuromanisch konzipiert wurde. Bereits 1887 stimmte die Gemeindevertretung dem Bau zu, ehe 1888 auch der Kirchenvorstand den Bau beschloss und so im Juli 1888 der Bau begann. 1889 konnte bereits benediziert werden und so wurden die Gezelinusreliquien schon ein Jahr nach Baubeginn überführt. Die alte Pfarrkirche wurde im Mai 1890 profaniert und anschließend für 7000 Mark mit Grundstück der Gemeinde überlassen. An der Stelle der alten Pfarrkirche wurde ein neues Rathaus errichtet und eine Inschrift gesetzt:

Viator consiste et lege: Hoc loco stetit usque ad annum Domini MDCCCLXXXX aedes sacra parochiae catholicae. Pax et huic domni curiae novae.

„Wanderer, bleib stehen und lies: An dieser Stelle hat bis zum Jahre des Herrn 1890 die Kirche der katholischen Pfarre gestanden. Friede sei auch in diesem Neubau des Rathauses.“

Am 23. September 1891 wurde die neue Kirche durch Weihbischof Anton Fischer konsekriert auf den Apostel St. Andreas, der erster Pfarrpatron ist und den zweiten Pfarrpatron, St. Johannes. Außerdem wurden der Hauptaltar und zwei andere Altäre konsekriert, wobei der Hauptaltar zu Ehren des St. Andreas und der Altar auf Evangelienseite der Schmerzhaften Muttergottes sowie der Altar auf Epistelseite zu Ehren des St. Aloisius geweiht wurde.
Auf dem Hauptaltar befand sich ein Aufbau, der mit Holzbildhauerarbeiten versehen war, der sich aus einer Predella mit Tabernakel und einer Kreuzigungsgruppe zusammensetzt. Neben dem oben angebrachten Expositorium befanden sich Reliefs, auf denen neben der Abbildung von St. Andreas, wie er seinen Bruder Petrus zu Jesus Christus führt außerdem das Martyrium und die Kreuzigung des Andreas zu sehen war. Auch auf den Seitenaltären befinden sich Holzbildhauerarbeiten. Darüber hinaus befand sich in der Kirche ein Taufbecken, das aus Marmor bestand und einen Messingdeckel trug. Es war von einem Abschlussgitter umgeben und wurde, laut Inschrift, am 17. August 1898 von Hermann Herweg, der Schlebuscher Geistlicher war, gestiftet. Weitere Einrichtungsgegenstände waren die Kanzel, drei Beichtstühle, die Kirchbänke und die Kommunionsbank, die aus Sandstein und Marmor gehauen und mit einem Gitterwerk und Reliefs verziert war. Auch die Glocken wurden in die neue Kirche übernommen.
Weil am 17. September 1915 die Explosion einer Carbonitfabrik eine starke Erschütterung auslöste, wurden Gewölbe und Umfassungsmauern der Kirche stark beschädigt.

### Zeit nach dem Zweiten Weltkrieg
Die Kirche wurde im Zweiten Weltkrieg kaum zerstört, dennoch 1952 renoviert. Die Planungen für diese Renovierung begannen bereits 1948 und wurden durch die Architekten Borgard und Vollmer aus Köln durchgeführt. Eine weitere Renovierung fand im Jahre 1970 durch den Architekten Brauns aus Düsseldorf statt.

## Architektur und Ausstattung der Kirche

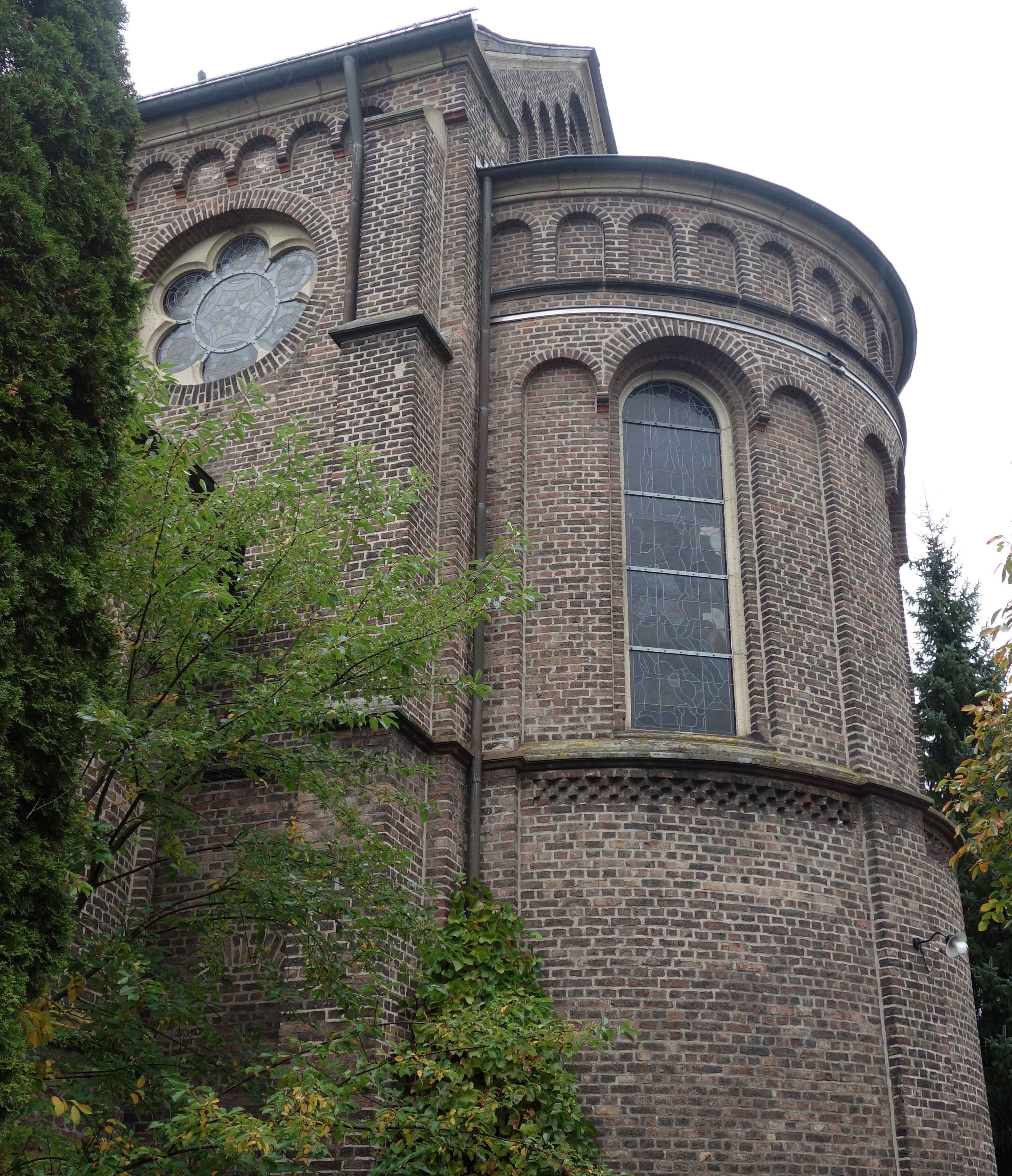
Chorapsis

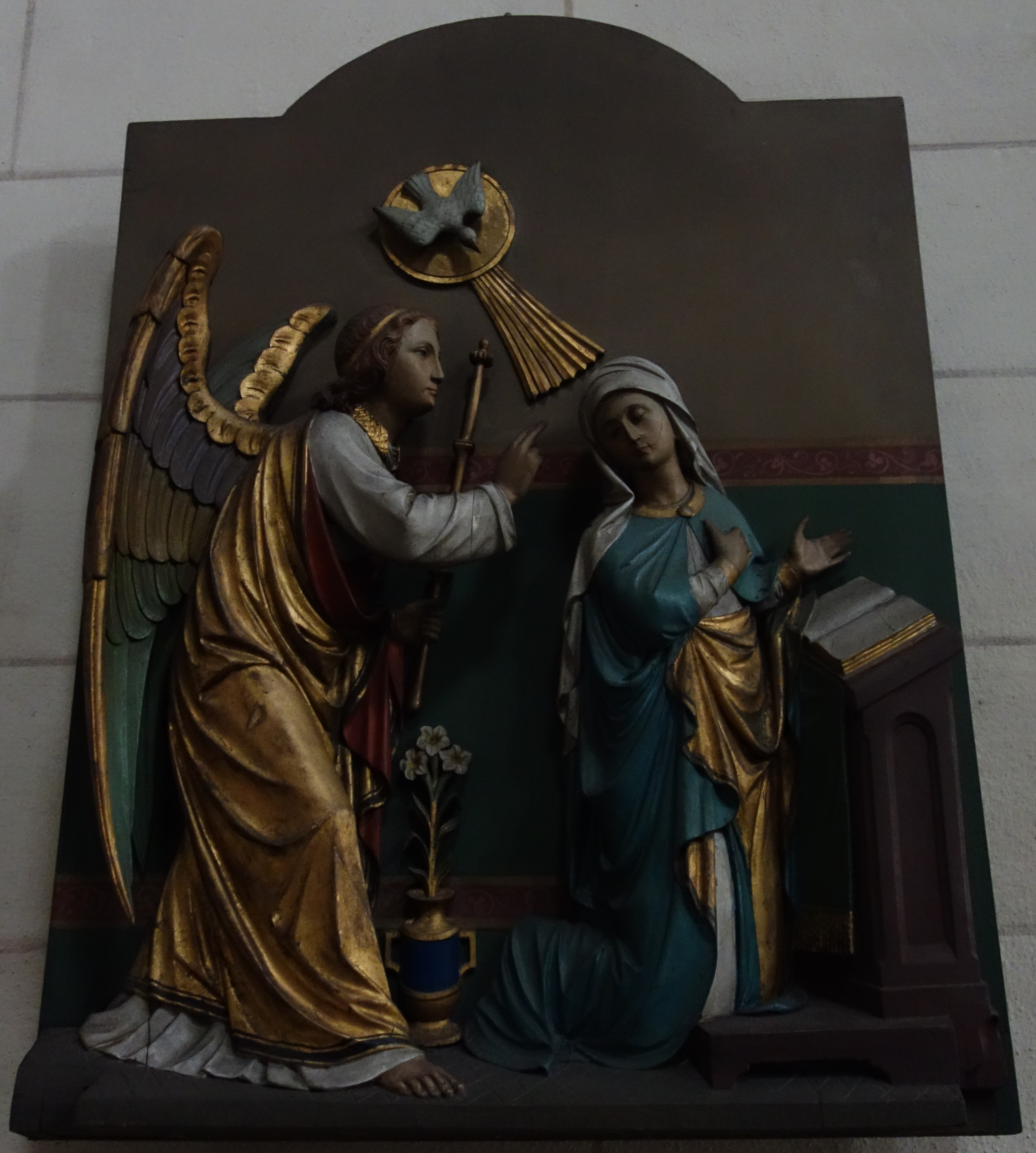
Bildtafel Maria Verkündigung

Das vom Stil her neuromanische Kirchengebäude ist eine dreischiffige Backsteinbasilika und besitzt ein einschiffiges Querschiff, einen Chor, eine Apsis und eine Nebenapsis auf der rechten Seite. An der Westfassade befinden sich zwei 53 Meter hohe Türme, die jeweils aus fünf Stockwerken bestehen. Zum Bau wurden graubraune Ziegeln unter Mitverwendung von Sand- und Tuffstein verwendet.

### Ursprüngliche Ausstattung
Vor 1952, der Zustand ist anhand von Fotos gut rekonstruierbar, befand sich in der Kirche eine Ausmalung, die bei der Explosion von 1915 beschädigt worden ist. Der Gesamtzustand der Kirche wird voller gewesen sein, da sich auf allen Altaren große Heiligenfiguren befanden.
Im Detail war der Hauptaltar mit einem großen Holzschnitzwerkaufbau verziert, der in Form von zwei Reliefbildern Szenen aus dem Leben des St. Andreas zeigte. Auch die Seitenaltäre wurden mit Holzschnitzereien beladen, darunter eine lebensgroße Madonna von circa 1850 und eine Statue von St. Johannes Baptist. Außerdem befanden sich in der Kirche eine Marien- und eine Johannesstatue aus dem Jahre 1530, deren Sockel von Wilhelm Tophinke restauriert wurden. Als Oktogon ist der Tabernakel angelegt, der mit Silber überzogen ist. In ihn waren Ähren und Trauben eingearbeitet, darüber hinaus zeigten Emaille-Arbeiten beispielsweise Christus, Thomas und die Fußwaschung. Der Tabernakel wurde umgeben von Wandleuchtern, die sich, gleich gearbeitet, auch auf dem Altar befanden.
Das Taufbecken trägt am Beckenfuß eine Darstellung mit Namen „Hirsch- und Wasserquell“ und eine Stifterinschrift. Über diesem fand sich eine Plastik aus dem 18. Jahrhundert, die St. Andreas zeigt und aus der alten Pfarrkirche stammt. Außerdem existierten Johannesplastiken aus dem 18. bzw. 15. Jahrhundert, wobei die letztgenannte bereits 1664 in der Schlebuschrather Pfarrkirche urkundlich bezeugt ist, darüber hinaus ein Gezelinschrein aus dem Jahre 1903 und eine -statue aus dem 17. oder 18. Jahrhundert, wobei der rechte Arm mit einem Stab aus dem Jahre 1951 durch Max Pohl ergänzt wurde und ein Votivbild der „St.-Maria-Immerwährende-Hilfe“, das eine Kopie einer Mariendarstellung von der Insel Kreta ist. Es existierten darüber hinaus in der Kirche viele weitere Holzplastiken und Kultgegenstände.
Die Kanzel, die im Stil des 19. Jahrhunderts errichtet war, trug an ihren Seiten vier Evangelistengestalten. Vernichtet wurden hingegen die Kommunionsbank aus Sandstein, die Beichtstühle und der alte Kreuzweg.

### Renovierung 1952

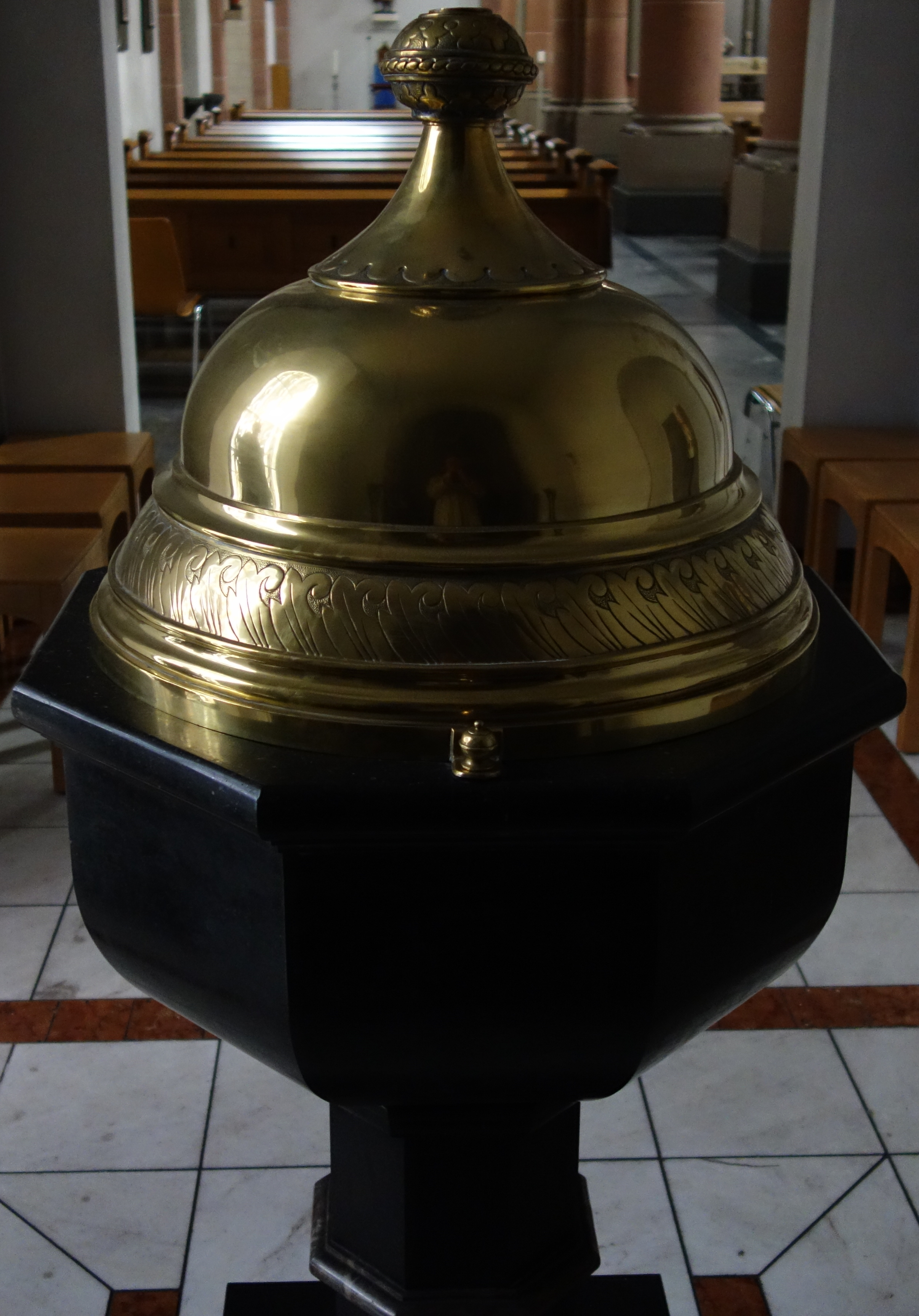
Taufbecken

1952 wurde die Kirche, unter Mithilfe des Vereins Andreashilfe e. V. der für die finanzielle Sicherheit des Projektes Spenden sammelte, stark renoviert. Im Zuge dieser Renovierung wurden, mit Ausnahme der genannten, erhaltenen, die gesamten Inneneinrichtungsgegenstände einschließlich des Altars entfernt – wobei die Fenster und Bänke ausgespart wurden – und außerdem die Chorbögen in der Apsis vermauert. Darüber hinaus wurden die Triforien geschlossen und die linke Seitenapsis beseitigt, sodass jetzt nur noch rechtsseitig eine Apsis vorhanden ist, sowie die Chorfenster verkürzt. An die Stelle der Seitenapsis wurde die Sakristei erweitert. Auch der Bodenbelag war teilweise zu erneuern. An Einrichtungsgegenständen wurde ein neuer, aus schwarzem Marmor bestehender, Tischaltar als Hauptaltar konsekriert und mit den alten Reliquien versehen und außerdem neue Chorfenster errichtet. Die beiden Glocken aus den Jahren 1490 und 1607, die seit 1943 in Hamburg restauriert worden waren, wurden 1950 wieder geliefert und wurden ab 1951 bzw. 1966 wieder eingesetzt.
Der neue Hauptaltar besteht nun aus dunklem Aachener Blaustein in der Kirche, der außerdem noch mit einem hängenden Bronze-Guss-Kreuz ausgestattet wurde. Seine nahezu quadratische Form soll den Gedanken der eucharistischen Tischgemeinschaft verdeutlichen.
Die großen Statuen, die den Altar schmückten, wurden teilweise in die Sakristei überführt und teilweise gänzlich entsorgt. Ein Großteil der genannten, bedeutenden und wertvollen Einrichtungsgegenstände wurde jedoch auch übernommen, so beispielsweise der Oktogen, der Tabernakel und die zugehörigen Wandleuchter, die Emaille-Arbeiten, das Taufbecken, einige Plastiken – beispielsweise der Gezelinschrein nun in der Gebetskapelle unter dem Nordturm – und das Votivbild, welches nun unter der Empore steht. Sie sollten nach der Renovierung von 1952 stärker zur Geltung kommen, was insgesamt Teilziel der Renovierung war. So sollte auch der Altar jetzt stärker im Mittelpunkt stehen und der Blick nicht von überflüssigen Gegenständen angezogen werden.

### Renovierung 1976

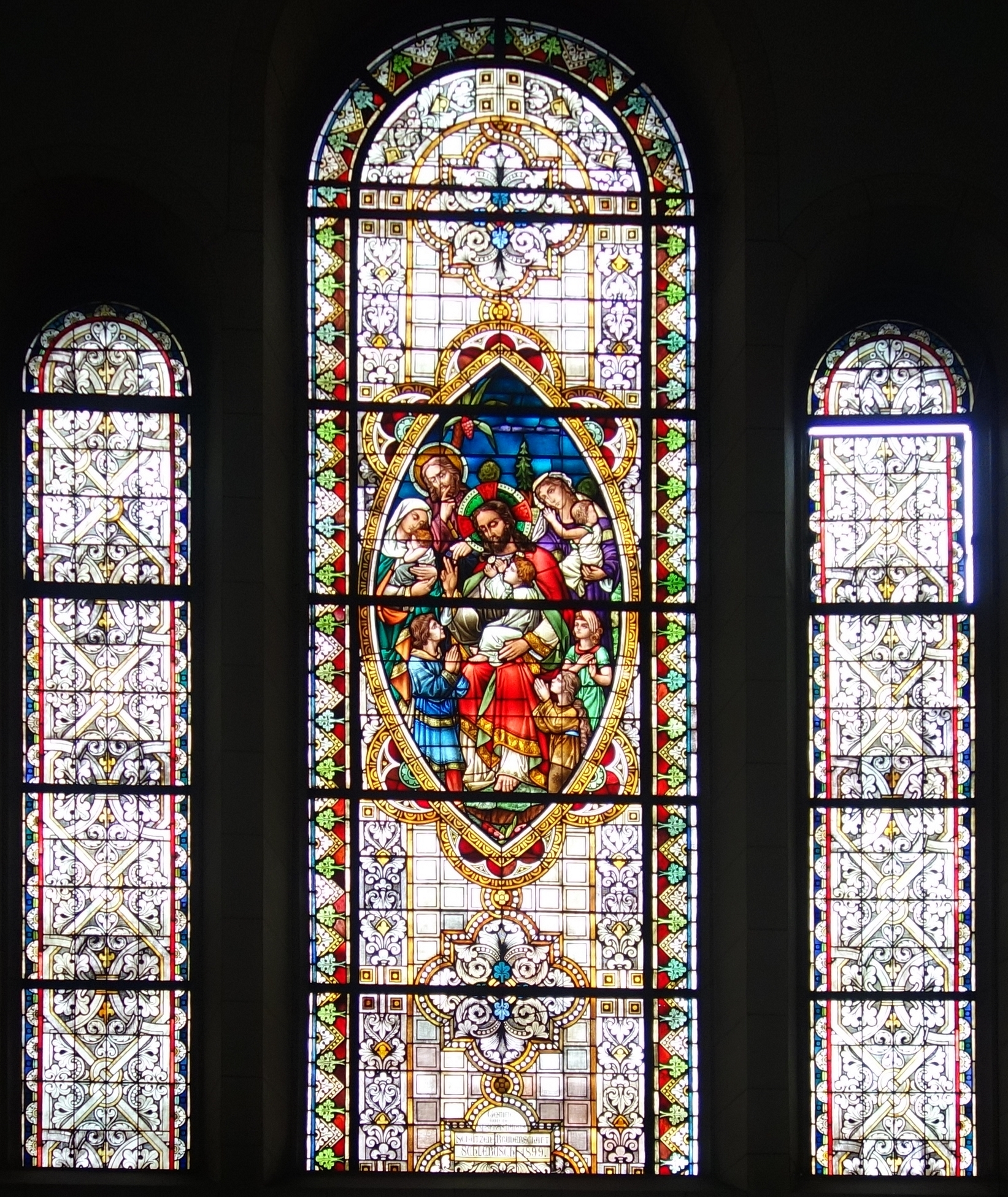
Kirchenfenster

Mit der Renovierung durch den Architekten Brauns aus Düsseldorf im zwischen den Jahren 1970 und 1976 wurden zwei weitere Glocken ergänzt. Im Zuge dieser Arbeiten wurden außerdem massive Gewölberisse im Mittelschiff, die nicht mehr vernachlässigt werden konnten, und die Absetzung der Vermauerungen im Chor ausgearbeitet, indem Teile der Architektur von 1888 wiederhergestellt wurden. Dazu wurden die Chorfenster wieder vergrößert und die Triforien wiederhergestellt. Außerdem wurden neue Eisenbetonträger zur Entlastung eingezogen und der Bodenbelag in grauem französischem Marmor neu belegt, wobei zwischen den Marmor Aachener Blaustein gezogen wurde. Die Seitenapsis wurde durch weißen Marmor hervorgehoben. Auch die Kirchenfenster wurden teilweise erneuert, die drei Chorfenster erhielten Darstellungen von Jesus Christus, der als Sieger über „Tod, Hölle und den Kosmos“ dargestellt wird.

## Orgel

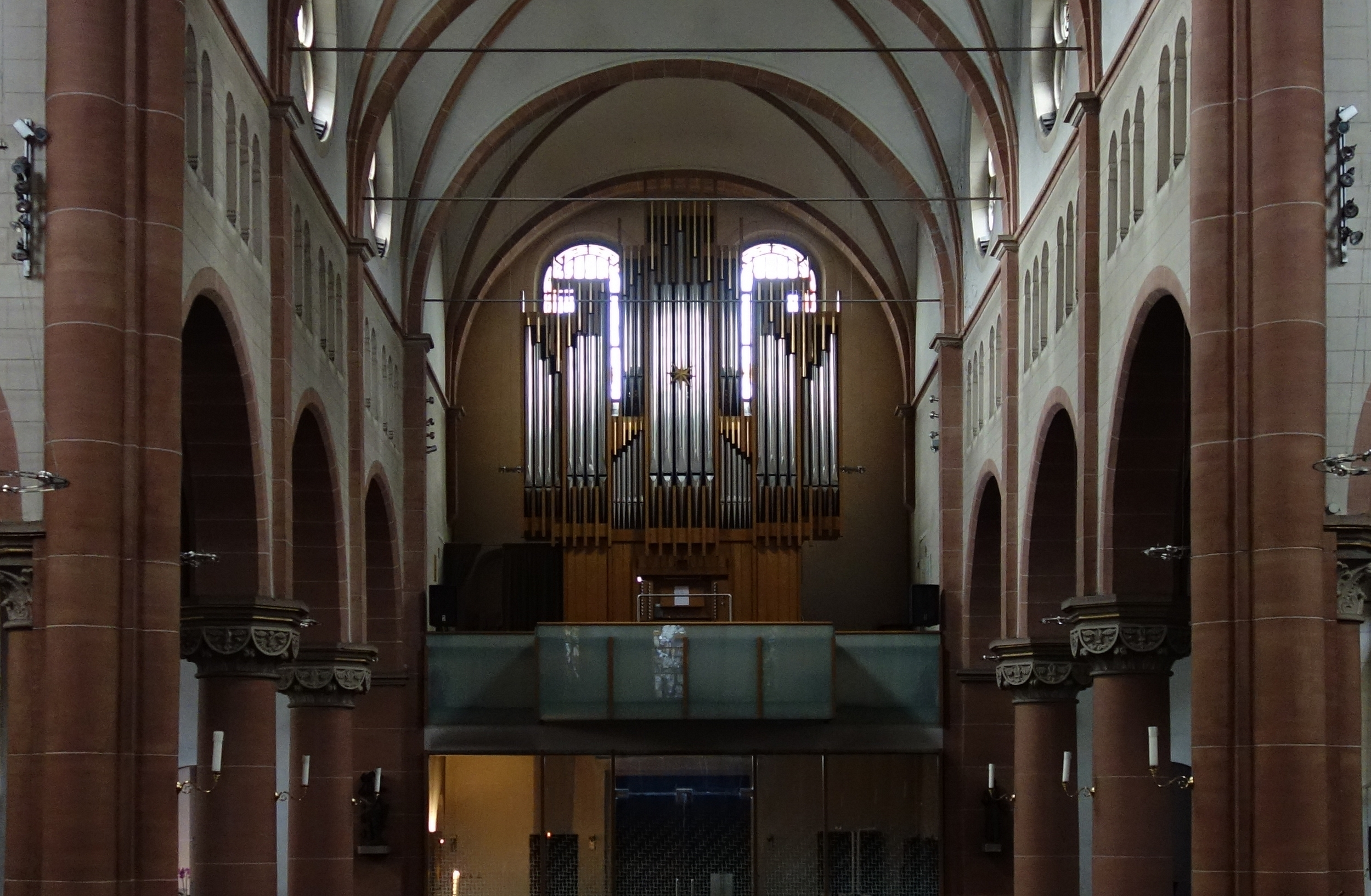
Orgel

Die Orgel wurde 2002 von dem Orgelbauer Mönch (Überlingen) erbaut. Das Instrument hat 24 klingende Register (und vier Pedaltransmissionen) auf zwei Manualen und Pedal. Die Spieltrakturen sind mechanisch, die Registertrakturen sind elektrisch.
| I Hauptwerk C–g3 |               |       |
| 1.               | Bourdon       | 16′   |
| 2.               | Principal     | 8′    |
| 3.               | Harmonieflöte | 8′    |
| 4.               | Salicional    | 8′    |
| 5.               | Octave        | 4′    |
| 6.               | Nachthorn     | 4′    |
| 7.               | Superoctave   | 2′    |
| 8.               | Mixtur V      | 1 ⁄3′ |
| 9.               | Cornet V      | 8′    |
| 10.              | Trompete      | 8′    |

| II Schwellwerk C–g3 |                  |        |
| 11.                 | Offenflöte       | 8′     |
| 12.                 | Viola da Gamba   | 8′     |
| 13.                 | Vox cœlestis     | 8′     |
| 14.                 | Liebl. Gedeckt   | 8′     |
| 15.                 | Flûte octaviante | 4′     |
| 16.                 | Nazard           | 2 ⁄3′  |
| 17.                 | Octavin          | 2′     |
| 18.                 | Terz             | 1 3⁄5′ |
| 19.                 | Fourniture IV    | 2′     |
| 20.                 | Trompette harm.  | 8′     |
| 21.                 | Basson-Hautbois  | 8′     |
|                     | Tremulant        |        |

| Pedal C–f1 |                     |     |
| 22.        | Principalbaß        | 16′ |
| 23.        | Bourdon (= Nr. 1)   | 16′ |
| 24.        | Octavbaß            | 8′  |
| 25.        | Flöte (= Nr. 3)     | 8′  |
| 26.        | Octave (= Nr. 5)    | 4′  |
| 27.        | Posaune             | 16′ |
| 28.        | Trompete (= Nr. 10) | 8′  |

- Koppeln:
  - Normalkoppeln:  II/I, I/P, II/P
  - Suboktavkoppeln:  II/II
  - Superoktavkoppeln:  II/P
- Spielhilfen:

## Glocken

Inschrift der Andreasglocke von 1607

Die ersten Glocken wurden bereits 1490 und 1491 von „Herman van nuis und Heinrich von averraide“ (Hermann von Neuss und Heinrich von Overath) für die Pfarrkirche in Schlebuschrath gegossen. Dabei trägt die Glocke von 1490 die Inschrift „maria heissen ich + in de ere gotz luden ich + mister herman ind hemrich gvssen mich + ano dm mccccxc“; diejenige von 1491 „Anna bin ich genannt + gots gnade is mir bekant + in de ere gotz lude ich + herma va nuis ind hemrich van averraide gussen mich + van geheisch iohas va slebusch dat sagen ich + anno dm mccccxci“. Eine weitere goss 1607 ein Kerstgen (Christian) von Onckel bzw. Unckel, die Inschrift dieser Glocke lautet „SANCT ANDREAS HEISCHEN ICH + KERSTGEN VON ONCKEL GAVSZ MICH + ANNO DOMINI + 1607 +“
Um den Zwei- bzw. Dreiklang zu einem Vierklang zu ergänzen, wurden 1976 weitere Glocken bei der Glockengießerei Mabilon & Co. in Saarburg in Auftrag gegeben. Diese ersetzten im Klang zwei von vier Gussstahlglocken von 1948, die vom Bochumer Verein für Gußstahlfabrikation gegossen worden waren. Die neuen Glocken wurden „Paulus-“ bzw. „Christusglocke“ genannt und enthalten jeweils mehrere Inschriften: „EGO CLAMO POPULUM DEI RECONCILIAMINI DEO!“ (2 Kor 5,20 ) und „CUM OMNIBUS HOMINIBUS PACEM HABENTES!“ sowie zwei weitere Widmungen und die Jahreszahl bei der Paulusglocke, „CHRISTUS DICIT: EGO SUM PRIMUS, ET NOVISSIMUS, ET VIVUS, ET FUI MORTUUS, ET ECCE SUM VIVENS IN SAECULA SAECULORUM.“ (Apg 1,18 ) und wiederum zwei weitere Widmungen und die Jahreszahl bei der Christusglocke. Der Klang dieser Glocken wird in der klanglichen Beurteilung des Geläuts durch Gerhard Hoffs als überdurchschnittlich gut bezeichnet, der der drei älteren Glocken als eigenwillig aber farbig.
Von den ursprünglich vier 1948 gegossenen Gussstahlglocken wurden zwei, die Marienglocke mit der Inschrift „REGINA PACIS“ und die Andreasglocke mit der Inschrift „QUANDO ANDREAS VOCAT VENITE“ nach 1976 beibehalten. Später war die Andreasglocke zusammen mit einer weiteren Gussstahlglocke, der Josephsglocke mit der Inschrift „SANCTE JOSEPH PROTEGE AB HOSTE“ im Freien hinter der Kirche abgestellt. Auf Anregung der griechisch-orthodoxen Kirchengemeinde wurden diese beiden Glocken im Jahr 2011 nach Griechenland gebracht und an zwei griechische Klöster verschenkt.
Nach der Schließung der katholischen Kirche St. Thomas Morus in Schlebusch wurden die dort genutzten Glocken ausgebaut und nach St. Andreas gebracht, wo sie für einige Wochen in der Kirche zur Besichtigung ausgestellt waren. Danach wurden die drei Glocken zu den übrigen Glocken der Kirche gehängt, da sie klanglich in das vorhandene Geläut passen und somit integriert werden konnten. Sie füllen die klangliche Lücke zur kleinen historischen Glocke.
Die folgende Tabelle gibt Aufschluss über die technischen Werte der Glocken:
| Glocke | Name                | Gussjahr | Gießer und Gussort                           | Material      | Durchmesser | Gewicht  | Schlagton |
| ------ | ------------------- | -------- | -------------------------------------------- | ------------- | ----------- | -------- | --------- |
| I      | Regina Pacis        | 1948     | Bochumer Verein für Gussstahlfabrikation     | Gussstahl     | 1700 mm     | 1900 kg0 | ais0 +4   |
| II     | Christusglocke      | 1976     | Glockengießerei Mabilon, Saarburg            | Glockenbronze | 1350 mm     | 1400 kg0 | d1 +3     |
| III    | Paulusglocke        | 1976     | Glockengießerei Mabilon, Saarburg            | Glockenbronze | 1200 mm     | 1050 kg  | e1 +3     |
| IV     | Annaglocke          | 1491     | Herman van Nuys und Heinrich van Overraide   | Glockenbronze | 1090 mm     | 840 kg   | fis1 +3   |
| V      | Gezelinusglocke     | 1948     | Bochumer Verein für Gussstahlfabrikation     | Gussstahl     | 1275 mm     | 730 kg   | fis1 +12  |
| VI     | Marienglocke        | 1490     | Heinrich I von Ouerraide und Herman von Nuys | Glockenbronze | 1012 mm     | 680 kg   | g1 +5     |
| VII    | Thomas Morus Glocke | 1962     | Glockengießerei Petit und Edelbrock, Gescher | Glockenbronze | 910 mm      | 450 kg   | a1 +0     |
| VIII   | Barbaraglocke       | 1960     | Glockengießerei Petit und Edelbrock, Gescher | Glockenbronze | 800 mm      | 310 kg   | h1 +1     |
| IX     | Marienglocke        | 1962     | Glockengießerei Petit und Edelbrock, Gescher | Glockenbronze | 667 mm      | 180 kg   | d2 +2     |
| X      | Andreasglocke       | 1607     | Kerstgen van Unckel                          | Glockenbronze | 622 mm      | 160 kg   | f2 +4     |